# Вьюнище (Житомирская область)
Вьюни́ще (укр. В'юнище) — село на Украине, основано в 1545 году, находится в Малинском районе Житомирской области.
Код КОАТУУ — 1823480805. Население по переписи 2001 года составляет 19 человек. Почтовый индекс — 11651. Телефонный код — 4133. Занимает площадь 2,464 км².